# Manuela M. Veloso
Manuela Maria Veloso (Lisboa, 12 de agosto de 1957) é uma cientista da computação e da robótica portuguesa, e professora na Escola de Ciência da Computação na Universidade Carnegie Mellon. Ela foi presidente da Associação para o Avanço da Inteligência Artificial (AAAI) até 2014, cofundadora e ex-presidente da Federação RoboCup. Ela é membro da AAAI, Instituto de Engenheiros Eletricistas e Eletrônicos (IEEE), da Associação Americana para o Avanço da Ciência (AAS), e da Association for Computing Machinery (ACM). Manuela é uma especialista internacional em inteligência artificial e robótica.

## Biografia

### Ensino
Manuela Veloso recebeu sua Licenciatura e M. Sc. em Engenharia eletrotécnica no Instituto Superior Técnico (Lisboa, Portugal), em 1980 e 1984, respectivamente. Ela então frequentou a Universidade de Boston e recebeu um M. A. em Ciência da computação em 1986. Ela se mudou para a Universidade Carnegie Mellon e lá recebeu seu Ph. D. em ciência da computação em 1992. Sua tese Learning by Analogical Reasoning in General Purpose Problem Solving (Aprendizagem por Raciocínio Analógico na Resolução de Problemas Gerais) foi orientada por Jaime Carbonell.

### Carreira
Logo depois de receber seu Ph. D., Manuela Veloso juntou-se ao corpo docente da Escola de Ciência da Computação da Universidade Carnegie Mellon como professora assistente. Ela foi promovida à categoria de professora-adjunta em 1997, e professora titular em 2002. Veloso foi professora visitante do Instituto de Tecnologia de Massachusetts no ano letivo de 1999-2000, uma companheira Radcliffe da Radcliffe Institute for Advanced Study da Universidade de Harvard no ano letivo de 2006-2007, e professora visitante na BEIRA na NYU no ano letivo de 2013-2014. Ela é a vencedora da edição 2009 do Prêmio de Investigação de Agentes Autônomos ACM/SIGART. Ela coordenou a IJCAI-07, realizada em 2007, em Hyderabad, na Índia, e foi co-presidente da AAAI-05, realizada em 2005 na cidade de Pittsburgh. Em 2015, Veloso já tinha formado 32 estudantes de doutorado. Ela foi apontada como presidente do Departamento de Aprendizado de Máquina da Carnegie Mellon em 2016.
Em 2017, ela integrou a Comissão de Honra da versão portuguesa do evento internacional Women Summit, um evento que procura dar voz a mulheres como exemplo de papel activo na política, na economia e na sociedade, no Porto.
Menuela é uma referência mundial na área da inteligência artificial e, em 2018, passou a presidir a unidade de investigação em inteligência artificial do banco de investimento norte-americano JP Morgan.  Seu trabalho consiste em ajudar o banco a desenvolver sistemas autónomos em novas áreas de negócio e trabalhar de perto com as equipas de análise de dados.

### Pesquisa
Veloso descreve seus objetivos de pesquisa como a "efetiva construção de agentes autônomos, onde a cognição, a percepção e a ação são combinados para realizar planejamento, execução e tarefas de aprendizagem". Veloso e seus alunos pesquisaram e desenvolveram uma variedade de robôs autônomos, incluindo equipes de futebol de robôs móveis e robôs de serviço. Seus times de futebol de robôs têm sido campeões mundiais da RoboCup várias vezes, e os robôs móveis CoBot já naveragam de forma autônoma por mais de 1.000 km em prédios da universidade. Em uma entrevista de novembro de 2016, Veloso discutiu a responsabilidade ética inerente no desenvolvimento de sistemas autônomos, e expressou otimismo de que a tecnologia poderia ser usada para o bem da humanidade.

## Homenagens e prêmios
- 1995 - Fundação Nacional da Ciência prêmio CAREER
- 1997 - Medalha Allen Newell Medal por excelência em pesquisa
- 2003 -  AAAI Fellow
- 2006/2007 - Radcliffe Fellow no Radcliffe Institute for Advanced Study, Universidade de Harvard
- 2010 - IEEE Fellow
- 2010 - AAAS Fellow
- 2009 - ACM/SIGART prêmio de pesquisa em agentes autônomos
- 2012 - Einstein Chair Professor, Academia Chinesa de Ciências
- 2016 -  ACM Fellow [13]
- 2023 - Medalha de Mérito científico do Ministério da Ciência, Tecnologia e Ensino Superior [14]